# Dialectalismo pasivo

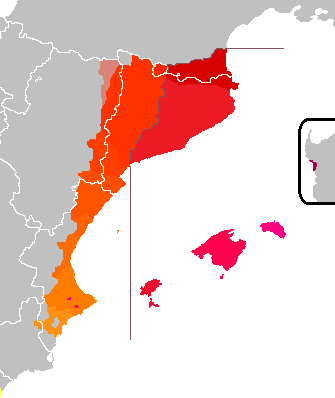
Dominio lingüístico del catalán.

Un dialectalismo pasivo es un rasgo presente en un dialecto que ha sido heredado de otro dialecto consecutivo del que procede el primero.
Son un ejemplo los rasgos del catalán valenciano que recibió del catalán noroccidental en el momento de su formación, como el mantenimiento de la vocal [a] en posición átona.
- Datos: Q8355237